# Coupe d'Europe des clubs de basket-ball en fauteuil roulant 2015
Navigation
Saison précédente Saison suivante
La Coupe d'Europe des clubs de basket-ball en fauteuil roulant 2015, ou EuroCup 2015, est la 36e Coupe d'Europe des clubs de basket-ball en fauteuil roulant organisée par l'IWBF Europe.

## Qualifications directes (équipes dispensées de tour préliminaire)
Les formations suivantes sont directement qualifiées pour la phase finale d'une des quatre coupes d'Europe, selon le tableau ci-dessous.
| Équipe                           | Qualification directe pour          | Statut                                                   |
| -------------------------------- | ----------------------------------- | -------------------------------------------------------- |
| Polisportiva Amicacci Giulianova | EuroCup 1 Coupe des Clubs Champions | Club organisateur de la phase finale de l'EuroCup 1 2015 |
| Galatasaray SK                   | EuroCup 1 Coupe des Clubs Champions | Champion d'Europe 2014                                   |
| CID Casa Murcia Getafe           | EuroCup 2 Coupe André Vergauwen     | Club organisateur de la phase finale de l'EuroCup 2 2015 |
| CAI DA Zaragoza                  | EuroCup 3 Coupe Willi Brinkmann     | Club organisateur de la phase finale de l'EuroCup 3 2015 |
| CTO Papendal                     | EuroCup 4 Challenge Cup             | Club organisateur de la phase finale de l'EuroCup 4 2015 |

## Tour préliminaire

### Euroleague 1
L'Euroleague 1 qualifie quatre des cinq équipes de chacune de ses poules : les deux premières pour la Coupe des champions (EuroCup 1), les deux suivantes respectivement pour les coupes Vergauwen et Brinkmann.

Groupe A

| Groupe A |                                  |     |   |   |     |     |      |     |       |
|          | Équipe                           | Pts | G | P | PP  | PC  | Diff | Dép | Moy   |
| 1        | Oettinger RSB Team Thüringen     | 8   | 4 | 0 | 289 | 232 | +57  |     | 72-58 |
| 2        | SSD Santa Lucia Sport            | 7   | 3 | 1 | 270 | 194 | +76  |     | 68-49 |
| 3        | Beşiktaş JK                      | 5   | 1 | 3 | 244 | 261 | -17  | +41 | 61-65 |
| 4        | HB Le Cannet CA                  | 5   | 1 | 3 | 250 | 288 | -38  | -3  | 63-72 |
| 5        | BSR ACES Las Palmas Gran Canaria | 5   | 1 | 3 | 210 | 288 | -78  | -38 | 53-72 |

| Légende | Légende                   |
| ------- | ------------------------- |
|         | Qualifié pour l'EuroCup 1 |
|         | Qualifié pour l'EuroCup 2 |
|         | Qualifié pour l'EuroCup 3 |
|         | Éliminé                   |

| Santa Lucia · Roma Thüringen Beşiktaş Las Palmas Le Cannet |

Groupe B

| Groupe B |                              |     |   |   |     |     |      |     |       |
|          | Équipe                       | Pts | G | P | PP  | PC  | Diff | Dép | Moy   |
| 1        | RSV Lahn-Dill                | 8   | 4 | 0 | 316 | 182 | +134 |     | 79-46 |
| 2        | GSD Porto Torres             | 7   | 3 | 1 | 258 | 251 | +7   |     | 65-63 |
| 3        | CS Meaux                     | 6   | 2 | 2 | 252 | 247 | +5   |     | 63-62 |
| 4        | ASD Padova Millennium Basket | 5   | 1 | 3 | 242 | 324 | -82  |     | 61-81 |
| 5        | Beit Halochem Tel Aviv       | 4   | 0 | 4 | 209 | 273 | -64  |     | 52-68 |

| Légende | Légende                   |
| ------- | ------------------------- |
|         | Qualifié pour l'EuroCup 1 |
|         | Qualifié pour l'EuroCup 2 |
|         | Qualifié pour l'EuroCup 3 |
|         | Éliminé                   |

| Porto Torres Padova Lahn-Dill Tel Aviv Meaux |

Groupe C

| Groupe C |                         |     |   |   |     |     |      |     |       |
|          | Équipe                  | Pts | G | P | PP  | PC  | Diff | Dép | Moy   |
| 1        | Unipol Briantea84 Cantù | 8   | 4 | 0 | 325 | 240 | +85  |     | 81-60 |
| 2        | CD Ilunion Madrid       | 7   | 3 | 1 | 348 | 226 | +122 |     | 87-57 |
| 3        | Hyères HC               | 6   | 2 | 2 | 288 | 284 | +4   |     | 72-71 |
| 4        | Toulouse IC             | 5   | 1 | 3 | 245 | 361 | -116 |     | 61-90 |
| 5        | Beit Halochem Haifa     | 4   | 0 | 4 | 220 | 315 | -95  |     | 55-79 |

| Légende | Légende                   |
| ------- | ------------------------- |
|         | Qualifié pour l'EuroCup 1 |
|         | Qualifié pour l'EuroCup 2 |
|         | Qualifié pour l'EuroCup 3 |
|         | Éliminé                   |

| Toulouse Hyères Madrid Cantù Haifa |

### Euroleague 2
L'Euroleague 2 donne accès aux trois dernières coupes d'Europe (Vergauwen, Brinkmann et Challenge Cup) pour les trois premières équipes de chaque poule.

Groupe A

| Groupe A |                                   |     |   |   |     |     |      |     |       |
|          | Équipe                            | Pts | G | P | Pm  | Pe  | Diff | Dép | Moy   |
| 1        | ASD Polisportiva Nordest Gradisca | 8   | 4 | 0 | 242 | 200 | +42  |     | 61-50 |
| 2        | Köln 99ers                        | 7   | 3 | 1 | 316 | 224 | +92  |     | 79-56 |
| 3        | Meylan Grenoble HB                | 6   | 2 | 2 | 241 | 213 | +28  |     | 60-53 |
| 4        | Baski Saint-Pétersbourg           | 5   | 1 | 3 | 235 | 269 | -34  |     | 59-67 |
| 5        | Aigles de Meyrin                  | 4   | 0 | 4 | 169 | 297 | -138 |     | 42-74 |

| Légende | Légende                   |
| ------- | ------------------------- |
|         | Qualifié pour l'EuroCup 2 |
|         | Qualifié pour l'EuroCup 3 |
|         | Qualifié pour l'EuroCup 4 |
|         | Éliminé                   |

| Gradisca d'Isonzo Meylan Cologne Baski Meyrin |

Groupe B

| Groupe B |                                          |     |   |   |     |     |      |     |       |
|          | Équipe                                   | Pts | G | P | Pm  | Pe  | Diff | Dép | Moy   |
| 1        | Goldmann Dolphins Trier                  | 8   | 4 | 0 | 335 | 192 | +143 |     | 84-48 |
| 2        | Pilatus Dragons RCZS                     | 7   | 3 | 1 | 271 | 236 | +35  |     | 68-59 |
| 3        | Oldham Owls                              | 6   | 2 | 2 | 269 | 223 | +46  |     | 67-56 |
| 4        | BKIS Nevsky Alyans Saint-Pétersbourg VOI | 5   | 1 | 3 | 249 | 288 | -39  |     | 62-72 |
| 5        | CTH Lannion                              | 4   | 0 | 4 | 177 | 362 | -185 |     | 44-91 |

| Légende | Légende                   |
| ------- | ------------------------- |
|         | Qualifié pour l'EuroCup 2 |
|         | Qualifié pour l'EuroCup 3 |
|         | Qualifié pour l'EuroCup 4 |
|         | Éliminé                   |

| Pilatus Dragons Oldham Nevsky Alyans Lannion Trier |

Groupe C

| Groupe C |                              |     |   |   |     |     |      |     |       |
|          | Équipe                       | Pts | G | P | Pm  | Pe  | Diff | Dép | Moy   |
| 1        | Roller Bulls Sankt Vith      | 8   | 4 | 0 | 323 | 239 | +84  |     | 81-60 |
| 2        | Ilan Ramat Gan               | 7   | 3 | 1 | 270 | 250 | +20  |     | 68-63 |
| 3        | KK Turkcell Lefkosia         | 6   | 2 | 2 | 305 | 284 | +21  |     | 76-71 |
| 4        | Léopards de Guyenne Bordeaux | 5   | 1 | 3 | 246 | 271 | -25  |     | 62-68 |
| 5        | SC Devedo                    | 4   | 0 | 4 | 203 | 303 | -100 |     | 51-76 |

| Légende | Légende                   |
| ------- | ------------------------- |
|         | Qualifié pour l'EuroCup 2 |
|         | Qualifié pour l'EuroCup 3 |
|         | Qualifié pour l'EuroCup 4 |
|         | Éliminé                   |

| Bordeaux Sankt Vith Lefkosia Devedo Ramat Gan |

Groupe D

| Groupe D |                                      |     |   |   |     |     |      |     |       |
|          | Équipe                               | Pts | G | P | Pm  | Pe  | Diff | Dép | Moy   |
| 1        | BG Hamburg SV                        | 8   | 4 | 0 | 335 | 187 | +148 |     | 84-47 |
| 2        | BSR Fundacion Grupo Norte Valladolid | 7   | 3 | 1 | 298 | 240 | +58  |     | 75-60 |
| 3        | Interwetten Coloplast Sitting Bulls  | 6   | 2 | 2 | 254 | 240 | +14  |     | 64-60 |
| 4        | CAPSAAA Paris                        | 5   | 1 | 3 | 193 | 317 | -124 |     | 48-79 |
| 5        | Sheffield Steelers                   | 4   | 0 | 4 | 213 | 309 | -96  |     | 53-77 |

| Légende | Légende                   |
| ------- | ------------------------- |
|         | Qualifié pour l'EuroCup 2 |
|         | Qualifié pour l'EuroCup 3 |
|         | Qualifié pour l'EuroCup 4 |
|         | Éliminé                   |

| Sitting Bulls Valladolid Sheffield Hambourg Paris |

### Euroleague 3
L'Euroleague 3 est la dernière division du tour préliminaire. Seules les équipes classées en tête de leur groupe sont qualifiées pour la phase finale de l'EuroCup 4.

Groupe A

Le club tchèque du SK Hobit Brno devait accueillir à nouveau un groupe du tour préliminaire mais a dû déclarer forfait. La poule A est reversée à Varèse et le club belge d'Anvers prend place comme cinquième équipe.
| Groupe A |                                    |     |   |   |     |     |      |     |       |
|          | Équipe                             | Pts | G | P | Pm  | Pe  | Diff | Dép | Moy   |
| 1        | ASD Cimberio Handicap Sport Varèse | 8   | 4 | 0 | 320 | 147 | +173 |     | 80-37 |
| 2        | Antwerp Players                    | 7   | 3 | 1 | 290 | 164 | +126 |     | 73-41 |
| 3        | IKS GTM Konstancin                 | 6   | 2 | 2 | 176 | 238 | -62  |     | 44-60 |
| 4        | Krylja Barsa                       | 5   | 1 | 3 | 200 | 253 | -53  |     | 50-63 |
| 5        | Alexander the Great '94 Pileas     | 4   | 0 | 4 | 131 | 315 | -184 |     | 33-79 |

| Légende | Légende                   |
| ------- | ------------------------- |
|         | Qualifié pour l'EuroCup 4 |
|         | Éliminé                   |

| Konstancin Krylja Varèse |

Groupe B

| Groupe B |                        |     |   |   |     |     |      |     |       |
|          | Équipe                 | Pts | G | P | Pm  | Pe  | Diff | Dép | Moy   |
| 1        | Yalova Ortapedikler SK | 8   | 4 | 0 | 328 | 209 | +119 |     | 82-52 |
| 2        | BSR Bilbao             | 7   | 3 | 1 | 316 | 189 | +127 |     | 79-47 |
| 3        | London Titans          | 6   | 2 | 2 | 252 | 213 | +39  |     | 63-53 |
| 4        | LSU RSK Kaunas         | 5   | 1 | 3 | 209 | 277 | -69  |     | 52-69 |
| 5        | GS Dodekanisos         | 4   | 0 | 4 | 123 | 340 | -217 |     | 31-85 |

| Légende | Légende                   |
| ------- | ------------------------- |
|         | Qualifié pour l'EuroCup 4 |
|         | Éliminé                   |

| Yalova Kaunas Londres Bilbao |

Groupe C

| Groupe C |                           |     |   |   |     |     |      |     |       |
|          | Équipe                    | Pts | G | P | Pm  | Pe  | Diff | Dép | Moy   |
| 1        | BSR Amiab Albacete        | 8   | 4 | 0 | 335 | 158 | +177 |     | 84-40 |
| 2        | Kardemir Karabük SK       | 7   | 3 | 1 | 324 | 182 | +142 |     | 81-46 |
| 3        | Special Bergamo Sport     | 6   | 2 | 2 | 173 | 241 | -68  |     | 43-60 |
| 4        | SC Only Friends Amsterdam | 5   | 1 | 3 | 177 | 298 | -121 |     | 44-75 |
| 5        | Coyotes WBC Nottingham    | 4   | 0 | 4 | 137 | 267 | -130 |     | 34-67 |

| Légende | Légende                   |
| ------- | ------------------------- |
|         | Qualifié pour l'EuroCup 4 |
|         | Éliminé                   |

| Albacete Amsterdam Nottingham Bergame Karabük |

## Finales

### Eurocup 1: Coupe des Clubs Champions
La composition des groupes a été annoncée les tournois de l'Euroligue 1. Ils sont formés respectivement de :
- Groupe A : Giulianova (organisateur), Thüringen (1er de la poule A), Porto Torres (2e de la poule B) et Ilunion Madrid (2e de la poule C)
- Groupe B : Galatasaray (champion en titre), Santa Lucia (2e de la poule A), Lahn-Dill (1er de la poule B) et Cantù (1er de la poule C)

| Giulianova Galatasaray S.Lucia · Roma Thüringen Porto · Torres Lahn-Dill Madrid Cantù |

#### Phase de groupes
Groupe A

| Groupe A | Groupe A                         | Groupe A | Groupe A | Groupe A | Groupe A | Groupe A | Groupe A | Groupe A | Groupe A |
|          | Équipe                           | Pts      | G        | P        | Pm       | Pe       | Diff     | Dép      | Moy      |
| -------- | -------------------------------- | -------- | -------- | -------- | -------- | -------- | -------- | -------- | -------- |
| 1        | CD Ilunion Madrid                | 6        | 3        | 0        | 245      | 193      | +52      |          | 82-64    |
| 2        | Oettinger RSB Team Thüringen     | 5        | 2        | 1        | 220      | 187      | +33      |          | 73-62    |
| 3        | GSD Porto Torres                 | 4        | 1        | 2        | 199      | 208      | -9       |          | 66-69    |
| 4        | Polisportiva Amicacci Giulianova | 3        | 0        | 3        | 151      | 227      | -66      |          | 50-76    |

| Légende | Légende                       |
| ------- | ----------------------------- |
|         | Qualifié pour les 1/2 finales |
|         | Éliminé                       |

Groupe B

| Groupe B | Groupe B                | Groupe B | Groupe B | Groupe B | Groupe B | Groupe B | Groupe B | Groupe B | Groupe B |
|          | Équipe                  | Pts      | G        | P        | Pm       | Pe       | Diff     | Dép      | Moy      |
| -------- | ----------------------- | -------- | -------- | -------- | -------- | -------- | -------- | -------- | -------- |
| 1        | RSV Lahn-Dill           | 5        | 2        | 1        | 209      | 175      | +34      | +23      | 70-56    |
| 2        | SSD Santa Lucia Sport   | 5        | 2        | 1        | 184      | 188      | -4       | -5       | 61-63    |
| 3        | Galatasaray SK          | 5        | 2        | 1        | 192      | 204      | -12      | -18      | 64-68    |
| 4        | Unipol Briantea84 Cantù | 3        | 0        | 3        | 178      | 196      | -18      |          | 59-65    |

| Légende | Légende                       |
| ------- | ----------------------------- |
|         | Qualifié pour les 1/2 finales |
|         | Éliminé                       |

#### Tableau final
Les équipes classées aux deux premières places de chaque groupe se disputent le titre.
|  | 1/2 finales                  | 1/2 finales   |                   |    | Finale     | Finale     |
|  | 1/2 finales                  | 1/2 finales   |                   |    | Finale     | Finale     |
|  |                              |               |                   |    |            |            |
|  | 2 mai 2015                   | 2 mai 2015    |                   |    | 3 mai 2015 | 3 mai 2015 |
|  | 2 mai 2015                   | 2 mai 2015    |                   |    | 3 mai 2015 | 3 mai 2015 |
|  | CD Ilunion Madrid            | 66            |                   |    | 3 mai 2015 | 3 mai 2015 |
|  | CD Ilunion Madrid            | 66            |                   |    | 3 mai 2015 | 3 mai 2015 |
|  | SSD Santa Lucia Sport        | 50            |                   |    | 3 mai 2015 | 3 mai 2015 |
|  | SSD Santa Lucia Sport        | 50            | CD Ilunion Madrid | 54 |            |            |
|  | 2 mai 2015                   |               | CD Ilunion Madrid | 54 |            |            |
|  |                              | RSV Lahn-Dill | 67                |    |            |            |
|  | RSV Lahn-Dill                | RSV Lahn-Dill | 67                | 69 |            |            |
|  | RSV Lahn-Dill                |               |                   | 69 |            |            |
|  | Oettinger RSB Team Thüringen | 66ap          |                   |    |            |            |
|  | Oettinger RSB Team Thüringen | 66ap          | 3e place          |    |            |            |
|  |                              |               |                   |    |            |            |
|  | 3 mai 2015                   |               |                   |    |            |            |
|  |                              |               |                   |    |            |            |
|  | SSD Santa Lucia Sport        | 70            |                   |    |            |            |
|  | SSD Santa Lucia Sport        | 70            |                   |    |            |            |
|  | Oettinger RSB Team Thüringen | 63            |                   |    |            |            |
|  | Oettinger RSB Team Thüringen | 63            |                   |    |            |            |

Les équipes classées aux deux dernières places de chaque groupe sont reversées dans ce tableau.
|  | Matchs de classement             | Matchs de classement |                         |    | 5e place   | 5e place   |
|  | Matchs de classement             | Matchs de classement |                         |    | 5e place   | 5e place   |
|  |                                  |                      |                         |    |            |            |
|  | 2 mai 2015                       | 2 mai 2015           |                         |    | 3 mai 2015 | 3 mai 2015 |
|  | 2 mai 2015                       | 2 mai 2015           |                         |    | 3 mai 2015 | 3 mai 2015 |
|  | GSD Porto Torres                 | 53                   |                         |    | 3 mai 2015 | 3 mai 2015 |
|  | GSD Porto Torres                 | 53                   |                         |    | 3 mai 2015 | 3 mai 2015 |
|  | Unipol Briantea84 Cantù          | 76                   |                         |    | 3 mai 2015 | 3 mai 2015 |
|  | Unipol Briantea84 Cantù          | 76                   | Unipol Briantea84 Cantù | 67 |            |            |
|  | 2 mai 2015                       |                      | Unipol Briantea84 Cantù | 67 |            |            |
|  |                                  | Galatasaray SK       | 56                      |    |            |            |
|  | Galatasaray SK                   | Galatasaray SK       | 56                      | 82 |            |            |
|  | Galatasaray SK                   |                      |                         | 82 |            |            |
|  | Polisportiva Amicacci Giulianova | 59                   |                         |    |            |            |
|  | Polisportiva Amicacci Giulianova | 59                   | 7e place                |    |            |            |
|  |                                  |                      |                         |    |            |            |
|  | 3 mai 2015                       |                      |                         |    |            |            |
|  |                                  |                      |                         |    |            |            |
|  | GSD Porto Torres                 | 70                   |                         |    |            |            |
|  | GSD Porto Torres                 | 70                   |                         |    |            |            |
|  | Polisportiva Amicacci Giulianova | 49                   |                         |    |            |            |
|  | Polisportiva Amicacci Giulianova | 49                   |                         |    |            |            |

### Eurocup 2: Coupe André Vergauwen
La composition des groupes a été annoncée après le tour préliminaire de l'Euroleague (EL). Ils sont formés respectivement de :
- Groupe A : Getafe (organisateur), Meaux (3e de la poule B de l'EL1), Polisportiva Nordest Gradisca (1er de la poule A de l'EL2) et Sankt Vith (1er de la poule C de l'EL2)
- Groupe B : Beşiktaş (3e de la poule A de l'EL1), Hyères (3e de la poule C de l'EL1), Goldmann Trier (1er de la poule B de l'EL2) et Hambourg (1er de la poule D de l'EL2)

| Getafe Beşiktaş Meaux Hyères PN Gradisca Trier Sankt Vith Hambourg |

#### Phase de groupes
Groupe A

| Groupe A | Groupe A                          | Groupe A | Groupe A | Groupe A | Groupe A | Groupe A | Groupe A | Groupe A | Groupe A |
|          | Équipe                            | Pts      | G        | P        | Pm       | Pe       | Diff     | Dép      | Moy      |
| -------- | --------------------------------- | -------- | -------- | -------- | -------- | -------- | -------- | -------- | -------- |
| 1        | CID Casa Murcia Getafe            | 6        | 3        | 0        | 217      | 169      | +48      |          | 72-56    |
| 2        | CS Meaux                          | 5        | 2        | 1        | 171      | 169      | +2       |          | 57-56    |
| 3        | Roller Bulls Sankt Vith           | 4        | 1        | 2        | 165      | 183      | -18      |          | 55-61    |
| 4        | ASD Polisportiva Nordest Gradisca | 3        | 0        | 3        | 147      | 179      | -32      |          | 49-60    |

| Légende | Légende                       |
| ------- | ----------------------------- |
|         | Qualifié pour les 1/2 finales |
|         | Éliminé                       |

Groupe B

| Groupe B | Groupe B                | Groupe B | Groupe B | Groupe B | Groupe B | Groupe B | Groupe B | Groupe B | Groupe B |
|          | Équipe                  | Pts      | G        | P        | Pm       | Pe       | Diff     | Dép      | Moy      |
| -------- | ----------------------- | -------- | -------- | -------- | -------- | -------- | -------- | -------- | -------- |
| 1        | Goldmann Dolphins Trier | 6        | 3        | 0        | 231      | 178      | +53      |          | 77-59    |
| 2        | Hyères HC               | 5        | 2        | 1        | 233      | 243      | -10      |          | 78-81    |
| 3        | Beşiktaş JK             | 4        | 1        | 2        | 233      | 240      | -7       |          | 78-80    |
| 4        | BG Hamburg SV           | 3        | 0        | 3        | 187      | 223      | -36      |          | 62-74    |

| Légende | Légende                       |
| ------- | ----------------------------- |
|         | Qualifié pour les 1/2 finales |
|         | Éliminé                       |

#### Tableau final
Les équipes classées aux deux premières places de chaque groupe se disputent le titre.
|  | 1/2 finales             | 1/2 finales             |           |    | Finale        | Finale        |
|  | 1/2 finales             | 1/2 finales             |           |    | Finale        | Finale        |
|  |                         |                         |           |    |               |               |
|  | 25 avril 2015           | 25 avril 2015           |           |    | 26 avril 2015 | 26 avril 2015 |
|  | 25 avril 2015           | 25 avril 2015           |           |    | 26 avril 2015 | 26 avril 2015 |
|  | CID Casa Murcia Getafe  | 77                      |           |    | 26 avril 2015 | 26 avril 2015 |
|  | CID Casa Murcia Getafe  | 77                      |           |    | 26 avril 2015 | 26 avril 2015 |
|  | Hyères HC               | 89                      |           |    | 26 avril 2015 | 26 avril 2015 |
|  | Hyères HC               | 89                      | Hyères HC | 69 |               |               |
|  | 25 avril 2015           |                         | Hyères HC | 69 |               |               |
|  |                         | Goldmann Dolphins Trier | 95        |    |               |               |
|  | Goldmann Dolphins Trier | Goldmann Dolphins Trier | 95        | 76 |               |               |
|  | Goldmann Dolphins Trier |                         |           | 76 |               |               |
|  | CS Meaux                | 72                      |           |    |               |               |
|  | CS Meaux                | 72                      | 3e place  |    |               |               |
|  |                         |                         |           |    |               |               |
|  | 26 avril 2015           |                         |           |    |               |               |
|  |                         |                         |           |    |               |               |
|  | CID Casa Murcia Getafe  | 67                      |           |    |               |               |
|  | CID Casa Murcia Getafe  | 67                      |           |    |               |               |
|  | CS Meaux                | 79                      |           |    |               |               |
|  | CS Meaux                | 79                      |           |    |               |               |

Les équipes classées aux deux dernières places de chaque groupe sont reversées dans ce tableau.
|  | Matchs de classement              | Matchs de classement |               |    | 5e place      | 5e place      |
|  | Matchs de classement              | Matchs de classement |               |    | 5e place      | 5e place      |
|  |                                   |                      |               |    |               |               |
|  | 25 avril 2015                     | 25 avril 2015        |               |    | 26 avril 2015 | 26 avril 2015 |
|  | 25 avril 2015                     | 25 avril 2015        |               |    | 26 avril 2015 | 26 avril 2015 |
|  | Roller Bulls Sankt Vith           | 59                   |               |    | 26 avril 2015 | 26 avril 2015 |
|  | Roller Bulls Sankt Vith           | 59                   |               |    | 26 avril 2015 | 26 avril 2015 |
|  | BG Hamburg SV                     | 70                   |               |    | 26 avril 2015 | 26 avril 2015 |
|  | BG Hamburg SV                     | 70                   | BG Hamburg SV | 76 |               |               |
|  | 25 avril 2015                     |                      | BG Hamburg SV | 76 |               |               |
|  |                                   | Beşiktaş JK          | 82            |    |               |               |
|  | Beşiktaş JK                       | Beşiktaş JK          | 82            | 77 |               |               |
|  | Beşiktaş JK                       |                      |               | 77 |               |               |
|  | ASD Polisportiva Nordest Gradisca | 74                   |               |    |               |               |
|  | ASD Polisportiva Nordest Gradisca | 74                   | 7e place      |    |               |               |
|  |                                   |                      |               |    |               |               |
|  | 26 avril 2015                     |                      |               |    |               |               |
|  |                                   |                      |               |    |               |               |
|  | Roller Bulls Sankt Vith           | 52                   |               |    |               |               |
|  | Roller Bulls Sankt Vith           | 52                   |               |    |               |               |
|  | ASD Polisportiva Nordest Gradisca | 48                   |               |    |               |               |
|  | ASD Polisportiva Nordest Gradisca | 48                   |               |    |               |               |

### Eurocup 3: Coupe Willi Brinkmann
La composition des groupes a été annoncée après le tour préliminaire de l'Euroleague (EL). Ils sont formés respectivement de :
- Groupe A : Zaragoza (organisateur), Toulouse (4e de la poule C de l'EL1), Köln (2e de la poule A de l'EL2) et Ilan Ramat Gan (2e de la poule C de l'EL2)
- Groupe B : Le Cannet (4e de la poule A de l'EL1), Padova (4e de la poule B de l'EL1), Pilatus Dragons (2e de la poule B de l'EL2) et Valladolid (2e de la poule D de l'EL2)

| Saragosse Le Cannet Padova Toulouse Cologne Pilatus Dragons Ramat Gan Valladolid |

#### Phase de groupes
Groupe A

| Groupe A | Groupe A        | Groupe A | Groupe A | Groupe A | Groupe A | Groupe A | Groupe A | Groupe A | Groupe A |
|          | Équipe          | Pts      | G        | P        | Pm       | Pe       | Diff     | Dép      | Moy      |
| -------- | --------------- | -------- | -------- | -------- | -------- | -------- | -------- | -------- | -------- |
| 1        | Ilan Ramat Gan  | 5        | 2        | 1        | 209      | 184      | +25      | +21      | 70-61    |
| 2        | Köln 99ers      | 5        | 2        | 1        | 170      | 187      | -17      | -21      | 57-62    |
| 3        | CAI DA Zaragoza | 4        | 1        | 2        | 192      | 191      | +1       | +12      | 64-64    |
| 4        | Toulouse IC     | 4        | 1        | 2        | 198      | 207      | -9       | -12      | 66-69    |

| Légende | Légende                       |
| ------- | ----------------------------- |
|         | Qualifié pour les 1/2 finales |
|         | Éliminé                       |

Groupe B

| Groupe B | Groupe B                             | Groupe B | Groupe B | Groupe B | Groupe B | Groupe B | Groupe B | Groupe B | Groupe B |
|          | Équipe                               | Pts      | G        | P        | Pm       | Pe       | Diff     | Dép      | Moy      |
| -------- | ------------------------------------ | -------- | -------- | -------- | -------- | -------- | -------- | -------- | -------- |
| 1        | HB Le Cannet CA                      | 6        | 3        | 0        | 210      | 128      | +82      |          | 70-43    |
| 2        | BSR Fundacion Grupo Norte Valladolid | 5        | 2        | 1        | 188      | 154      | +34      |          | 63-51    |
| 3        | ASD Padova Millennium Basket         | 4        | 1        | 2        | 159      | 183      | -24      |          | 53-61    |
| 4        | Pilatus Dragons RCZS                 | 3        | 0        | 3        | 121      | 213      | -92      |          | 40-71    |

| Légende | Légende                       |
| ------- | ----------------------------- |
|         | Qualifié pour les 1/2 finales |
|         | Éliminé                       |

#### Tableau final
Les équipes classées aux deux premières places de chaque groupe se disputent le titre.
|  | 1/2 finales                          | 1/2 finales     |                                      |    | Finale        | Finale        |
|  | 1/2 finales                          | 1/2 finales     |                                      |    | Finale        | Finale        |
|  |                                      |                 |                                      |    |               |               |
|  | 25 avril 2015                        | 25 avril 2015   |                                      |    | 26 avril 2015 | 26 avril 2015 |
|  | 25 avril 2015                        | 25 avril 2015   |                                      |    | 26 avril 2015 | 26 avril 2015 |
|  | Ilan Ramat Gan                       | 46              |                                      |    | 26 avril 2015 | 26 avril 2015 |
|  | Ilan Ramat Gan                       | 46              |                                      |    | 26 avril 2015 | 26 avril 2015 |
|  | BSR Fundacion Grupo Norte Valladolid | 70              |                                      |    | 26 avril 2015 | 26 avril 2015 |
|  | BSR Fundacion Grupo Norte Valladolid | 70              | BSR Fundacion Grupo Norte Valladolid | 35 |               |               |
|  | 25 avril 2015                        |                 | BSR Fundacion Grupo Norte Valladolid | 35 |               |               |
|  |                                      | HB Le Cannet CA | 51                                   |    |               |               |
|  | HB Le Cannet CA                      | HB Le Cannet CA | 51                                   | 70 |               |               |
|  | HB Le Cannet CA                      |                 |                                      | 70 |               |               |
|  | Köln 99ers                           | 52              |                                      |    |               |               |
|  | Köln 99ers                           | 52              | 3e place                             |    |               |               |
|  |                                      |                 |                                      |    |               |               |
|  | 26 avril 2015                        |                 |                                      |    |               |               |
|  |                                      |                 |                                      |    |               |               |
|  | Ilan Ramat Gan                       | 52              |                                      |    |               |               |
|  | Ilan Ramat Gan                       | 52              |                                      |    |               |               |
|  | Köln 99ers                           | 61              |                                      |    |               |               |
|  | Köln 99ers                           | 61              |                                      |    |               |               |

Les équipes classées aux deux dernières places de chaque groupe sont reversées dans ce tableau.
|  | Matchs de classement         | Matchs de classement |                 |    | 5e place      | 5e place      |
|  | Matchs de classement         | Matchs de classement |                 |    | 5e place      | 5e place      |
|  |                              |                      |                 |    |               |               |
|  | 25 avril 2015                | 25 avril 2015        |                 |    | 26 avril 2015 | 26 avril 2015 |
|  | 25 avril 2015                | 25 avril 2015        |                 |    | 26 avril 2015 | 26 avril 2015 |
|  | CAI DA Zaragoza              | 60                   |                 |    | 26 avril 2015 | 26 avril 2015 |
|  | CAI DA Zaragoza              | 60                   |                 |    | 26 avril 2015 | 26 avril 2015 |
|  | Pilatus Dragons RCZS         | 56                   |                 |    | 26 avril 2015 | 26 avril 2015 |
|  | Pilatus Dragons RCZS         | 56                   | CAI DA Zaragoza | 70 |               |               |
|  | 25 avril 2015                |                      | CAI DA Zaragoza | 70 |               |               |
|  |                              | Toulouse IC          | 59              |    |               |               |
|  | ASD Padova Millennium Basket | Toulouse IC          | 59              | 63 |               |               |
|  | ASD Padova Millennium Basket |                      |                 | 63 |               |               |
|  | Toulouse IC                  | 88                   |                 |    |               |               |
|  | Toulouse IC                  | 88                   | 7e place        |    |               |               |
|  |                              |                      |                 |    |               |               |
|  | 26 avril 2015                |                      |                 |    |               |               |
|  |                              |                      |                 |    |               |               |
|  | Pilatus Dragons RCZS         | 59                   |                 |    |               |               |
|  | Pilatus Dragons RCZS         | 59                   |                 |    |               |               |
|  | ASD Padova Millennium Basket | 74                   |                 |    |               |               |
|  | ASD Padova Millennium Basket | 74                   |                 |    |               |               |

### Eurocup 4: Challenge Cup
La composition des groupes a été annoncée après le tour préliminaire de l'Euroleague (EL). Ils sont formés respectivement de :
- Groupe A : Papendal (organisateur), Oldham (3e de la poule B de l'EL2), Sitting Bulls (3e de la poule D de l'EL2) et Varèse (1er de la poule A de l'EL3)
- Groupe B : Meylan Grenoble (3e de la poule A de l'EL2), KK Turkcell (3e de la poule C de l'EL2), Yalova (1er de la poule B de l'EL3) et Albacete (1er de la poule D de l'EL3)

| Papendal Meylan Oldham Lefkosia Sitting Bulls Varèse Yalova Albacete |

#### Phase de groupes
Groupe A

| Groupe A | Groupe A                            | Groupe A | Groupe A | Groupe A | Groupe A | Groupe A | Groupe A | Groupe A | Groupe A |
|          | Équipe                              | Pts      | G        | P        | Pm       | Pe       | Diff     | Dép      | Moy      |
| -------- | ----------------------------------- | -------- | -------- | -------- | -------- | -------- | -------- | -------- | -------- |
| 1        | Yalova Ortapedikler SK              | 6        | 3        | 0        | 207      | 167      | +40      |          | 69-56    |
| 2        | Oldham Owls                         | 5        | 2        | 1        | 200      | 181      | +19      |          | 67-60    |
| 3        | Interwetten Coloplast Sitting Bulls | 4        | 1        | 2        | 166      | 175      | -9       |          | 55-58    |
| 4        | CTO Papendal                        | 3        | 0        | 3        | 168      | 218      | -50      |          | 56-73    |

| Légende | Légende                       |
| ------- | ----------------------------- |
|         | Qualifié pour les 1/2 finales |
|         | Éliminé                       |

Groupe B

| Groupe B | Groupe B                           | Groupe B | Groupe B | Groupe B | Groupe B | Groupe B | Groupe B | Groupe B | Groupe B |
|          | Équipe                             | Pts      | G        | P        | Pm       | Pe       | Diff     | Dép      | Moy      |
| -------- | ---------------------------------- | -------- | -------- | -------- | -------- | -------- | -------- | -------- | -------- |
| 1        | BSR Amiab Albacete                 | 6        | 3        | 0        | 243      | 130      | +113     |          | 81-43    |
| 2        | ASD Cimberio Handicap Sport Varèse | 5        | 2        | 1        | 211      | 190      | +21      |          | 70-63    |
| 3        | KK Turkcell Lefkosia               | 4        | 1        | 2        | 194      | 238      | -44      |          | 65-79    |
| 4        | Meylan Grenoble HB                 | 3        | 0        | 3        | 161      | 251      | -90      |          | 54-84    |

| Légende | Légende                       |
| ------- | ----------------------------- |
|         | Qualifié pour les 1/2 finales |
|         | Éliminé                       |

#### Tableau final
Les équipes classées aux deux premières places de chaque groupe se disputent le titre.
|  | 1/2 finales                        | 1/2 finales        |                                    |    | Finale        | Finale        |
|  | 1/2 finales                        | 1/2 finales        |                                    |    | Finale        | Finale        |
|  |                                    |                    |                                    |    |               |               |
|  | 25 avril 2015                      | 25 avril 2015      |                                    |    | 26 avril 2015 | 26 avril 2015 |
|  | 25 avril 2015                      | 25 avril 2015      |                                    |    | 26 avril 2015 | 26 avril 2015 |
|  | Yalova Ortapedikler SK             | 50                 |                                    |    | 26 avril 2015 | 26 avril 2015 |
|  | Yalova Ortapedikler SK             | 50                 |                                    |    | 26 avril 2015 | 26 avril 2015 |
|  | ASD Cimberio Handicap Sport Varèse | 77                 |                                    |    | 26 avril 2015 | 26 avril 2015 |
|  | ASD Cimberio Handicap Sport Varèse | 77                 | ASD Cimberio Handicap Sport Varèse | 60 |               |               |
|  | 25 avril 2015                      |                    | ASD Cimberio Handicap Sport Varèse | 60 |               |               |
|  |                                    | BSR Amiab Albacete | 76                                 |    |               |               |
|  | BSR Amiab Albacete                 | BSR Amiab Albacete | 76                                 | 75 |               |               |
|  | BSR Amiab Albacete                 |                    |                                    | 75 |               |               |
|  | Oldham Owls                        | 58                 |                                    |    |               |               |
|  | Oldham Owls                        | 58                 | 3e place                           |    |               |               |
|  |                                    |                    |                                    |    |               |               |
|  | 26 avril 2015                      |                    |                                    |    |               |               |
|  |                                    |                    |                                    |    |               |               |
|  | Yalova Ortapedikler SK             | 73                 |                                    |    |               |               |
|  | Yalova Ortapedikler SK             | 73                 |                                    |    |               |               |
|  | Oldham Owls                        | 70                 |                                    |    |               |               |
|  | Oldham Owls                        | 70                 |                                    |    |               |               |

Les équipes classées aux deux dernières places de chaque groupe sont reversées dans ce tableau.
|  | Matchs de classement                | Matchs de classement |                                     |    | 5e place      | 5e place      |
|  | Matchs de classement                | Matchs de classement |                                     |    | 5e place      | 5e place      |
|  |                                     |                      |                                     |    |               |               |
|  | 25 avril 2015                       | 25 avril 2015        |                                     |    | 26 avril 2015 | 26 avril 2015 |
|  | 25 avril 2015                       | 25 avril 2015        |                                     |    | 26 avril 2015 | 26 avril 2015 |
|  | Interwetten Coloplast Sitting Bulls | 75                   |                                     |    | 26 avril 2015 | 26 avril 2015 |
|  | Interwetten Coloplast Sitting Bulls | 75                   |                                     |    | 26 avril 2015 | 26 avril 2015 |
|  | Meylan Grenoble HB                  | 63                   |                                     |    | 26 avril 2015 | 26 avril 2015 |
|  | Meylan Grenoble HB                  | 63                   | Interwetten Coloplast Sitting Bulls | 79 |               |               |
|  | 25 avril 2015                       |                      | Interwetten Coloplast Sitting Bulls | 79 |               |               |
|  |                                     | KK Turkcell Lefkosia | 74                                  |    |               |               |
|  | KK Turkcell Lefkosia                | KK Turkcell Lefkosia | 74                                  | 80 |               |               |
|  | KK Turkcell Lefkosia                |                      |                                     | 80 |               |               |
|  | CTO Papendal                        | 44                   |                                     |    |               |               |
|  | CTO Papendal                        | 44                   | 7e place                            |    |               |               |
|  |                                     |                      |                                     |    |               |               |
|  | 26 avril 2015                       |                      |                                     |    |               |               |
|  |                                     |                      |                                     |    |               |               |
|  | Meylan Grenoble HB                  | 57                   |                                     |    |               |               |
|  | Meylan Grenoble HB                  | 57                   |                                     |    |               |               |
|  | CTO Papendal                        | 56                   |                                     |    |               |               |
|  | CTO Papendal                        | 56                   |                                     |    |               |               |

## Classements finaux
|                    | EuroCup 1 Coupe des Clubs Champions | EuroCup 1 Coupe des Clubs Champions | EuroCup 2 Coupe André Vergauwen   | EuroCup 2 Coupe André Vergauwen | EuroCup 3 Coupe Willi Brinkmann      | EuroCup 3 Coupe Willi Brinkmann | EuroCup 4 Challenge Cup             | EuroCup 4 Challenge Cup |
| Rang               | Équipe                              | V-D                                 | Équipe                            | V-D                             | Équipe                               | V-D                             | Équipe                              | V-D                     |
| ------------------ | ----------------------------------- | ----------------------------------- | --------------------------------- | ------------------------------- | ------------------------------------ | ------------------------------- | ----------------------------------- | ----------------------- |
| Médaille d'or      | RSV Lahn-Dill                       | 4-1                                 | Goldmann Dolphins Trier           | 5-0                             | HB Le Cannet CA                      | 5-0                             | BSR Amiab Albacete                  | 5-0                     |
| Médaille d'argent  | CD Ilunion Madrid                   | 4-1                                 | Hyères HC                         | 3-2                             | BSR Fundacion Grupo Norte Valladolid | 3-2                             | ASD Cimberio Handicap Sport Varèse  | 3-2                     |
| Médaille de bronze | SSD Santa Lucia Sport               | 3-2                                 | CS Meaux                          | 3-2                             | Köln 99ers                           | 3-2                             | Yalova Ortapedikler SK              | 4-1                     |
| 4                  | Oettinger RSB Team Thüringen        | 2-3                                 | CID Casa Murcia Getafe            | 3-2                             | Ilan Ramat Gan                       | 2-3                             | Oldham Owls                         | 2-3                     |
| 5                  | Unipol Briantea84 Cantù             | 2-3                                 | Beşiktaş JK                       | 3-2                             | CAI DA Zaragoza                      | 3-2                             | Interwetten Coloplast Sitting Bulls | 3-2                     |
| 6                  | Galatasaray SK                      | 3-2                                 | BG Hamburg SV                     | 1-4                             | Toulouse IC                          | 2-3                             | KK Turkcell Lefkosia                | 2-3                     |
| 7                  | GSD Porto Torres                    | 2-3                                 | Roller Bulls Sankt Vith           | 2-3                             | ASD Padova Millennium Basket         | 2-3                             | Meylan Grenoble HB                  | 1-4                     |
| 8                  | Polisportiva Amicacci Giulianova    | 0-5                                 | ASD Polisportiva Nordest Gradisca | 0-5                             | Pilatus Dragons RCZS                 | 0-5                             | CTO Papendal                        | 0-5                     |

## Classement IWBF des clubs à l'issue de la saison
L'IWBF édite chaque année un classement basé sur les performances des clubs dans les compétitions européennes sur les trois dernières années. Il permet de répartir les équipes dans les trois niveaux du tour préliminaire de l'Euroleague.
Classement arrêté à la fin de la saison 2014-2015
| Place | Équipe                                  | Points | Évolution après 2015 |
| ----- | --------------------------------------- | ------ | -------------------- |
| 1     | RSV Lahn-Dill                           | 287    | +2                   |
| 1     | CD Ilunion Madrid                       | 287    | +1                   |
| 3     | Galatasaray SK                          | 282    | -2                   |
| 4     | SSD Santa Lucia Sport                   | 277    | en stagnation        |
| 5     | Unipol Briantea84 Cantù                 | 267    | +2                   |
| 6     | Oettinger RSB Team Thüringen            | 255    | +4                   |
| 7     | Hyères HC                               | 230    | +1                   |
| 8     | Beşiktaş JK                             | 227    | -2                   |
| 9     | CS Meaux                                | 218    | +2                   |
| 10    | GSD Porto Torres                        | 215    | +6                   |
| 11    | CID Casa Murcia Getafe                  | 210    | -2                   |
| 12    | Gruppo Tercas Amicacci Giulianova       | 203    | +2                   |
| 13    | ASD Polisportiva Nordest Gradisca       | 181    | +9                   |
| 14    | HB Le Cannet CA                         | 176    | +4                   |
| 15    | Roller Bulls Sankt Vith                 | 169    | +12                  |
| 16    | Beit Halochem Tel Aviv                  | 151    | -1                   |
| 17    | BG Hamburg SV                           | 142    | +21                  |
| 17    | BSR ACES Las Palmas Gran Canaria        | 142    | en stagnation        |
| 19    | Padova Millennium Basket                | 139    | en stagnation        |
| 20    | Goldmann Dolphins Trier                 | 138    | +23                  |
| 20    | Toulouse IC                             | 138    | en stagnation        |
| 22    | RSC Rollis Zwickau                      | 135    | -17                  |
| 23    | Beit Halochem Haifa                     | 132    | +2                   |
| 24    | Köln 99ers                              | 131    | +9                   |
| 24    | Pilatus Dragons RCZS                    | 131    | -1                   |
| 26    | BSR Fundacion Grupo Norte Valladolid    | 126    | en stagnation        |
| 27    | Leopards de Guyenne Bordeaux            | 104    | -3                   |
| 28    | Ilan Ramat Gan                          | 94     | +?                   |
| 28    | Oldham Owls                             | 94     | +2                   |
| 30    | RGKSC Rhinos Wolverhampton              | 93     | -17                  |
| 31    | GSD Anmic Sassari                       | 92     | -20                  |
| 32    | Meylan Grenoble HB                      | 88     | -1                   |
| 33    | Interwetten Coloplast Sitting Bulls     | 81     | +6                   |
| 34    | CTO Papendal                            | 80     | +3                   |
| 35    | KK Turkcell Lefkosia                    | 77     | en stagnation        |
| 36    | CAI DA Zaragoza                         | 75     | entrée               |
| 37    | Izmir BB Genclik VESK                   | 70     | -16                  |
| 38    | BKIS Nevsky Alyans Sankt-Peterbourg VOI | 67     | -4                   |
| 39    | Yalova Ortapedikler SK                  | 63     | +?                   |
| 40    | BSR Amiab Albacete                      | 60     | entrée               |
| 41    | CTH Lannion                             | 57     | -2                   |
| 42    | Sheffield Steelers                      | 55     | -7                   |
| 43    | ASD Handicap Sport Cimberio Varese      | 54     | entrée               |
| 43    | CP Mideba Extremadura                   | 54     | -11                  |
| 45    | Baski Sankt-Peterbourg                  | 52     | +5                   |
| 46    | CAPSAAA Paris                           | 49     | en stagnation        |
| 47    | Antwerp Players                         | 46     | +3                   |
| 48    | Les Aigles de Meyrin                    | 45     | +?                   |
| 49    | ASD Santo Stefano Banca Marche          | 44     | -21                  |
| 50    | Coyotes WBC Nottingham                  | 38     | -4                   |